# Шахотько, Евгения Леонидовна
Евге́ния Леони́довна Шахотько́ (24 сентября 1968, Москва, СССР) — российский театральный художник, лауреат Национальной театральной Премии «Золотая маска».

## Биография
Евгения Шахотько родилась в Москве в 1968 году. С детства любила рисовать. С 1981 по 1983 гг. занималась в 1 детской художественной школе.
С 1983 по 1987 гг. училась в Московском театральном художественно-техническом училище при Большом театре на художественно-костюмерном отделении.
В 1993 году окончила Школу-студию МХАТ факультет «художник — постановщик театра» (курс Валерия Левенталя). Работала во многих столичных театрах, преподавала в детской художественной школе «Муми-Тролль». Член Союза театральных деятелей России.
В 2013 году стала Лауреатом Российской Национальной театральной Премии «Золотая Маска» в номинации «Лучшая работа художника в театре кукол» спектакль «Снеговик» Центрального Театра кукол имени С. В. Образцова.
Главный художник Московского театра кукол, среди постановок: «Поехали!», «Волшебный орех, или История Щелкунчика» Л. Яковлева по Э. Т. А. Гофману.
В 2017 г. вновь номинировалась на премию «Золотая маска» за спектакль "Сказка с закрытыми глазами «Ёжик в тумане» Московский театр кукол.

## Театральные работы

### Сценограф
- «Панночка» Н. Садур — Ярославский театральный институт
- «Вечерние колокола» Ж. Кокто — Сыктывкарский русский драматический театр
- «Оловянный солдатик» по Г. Х. Андерсену — Московский музыкальный театр для детей и молодежи «Экспромт»
- «Привидения» Г. Ибсена — Московский камерный драматический театр
- «Ворон» Ю. Каспарова — в рамках проекта Е. Поспеловой
- «Фермер и великанша» — театр «Трикстер» в Москве
- «Кошка, которая гуляла сама по себе» по Р. Киплингу — Ханты-Мансийский театр кукол
- «Конек-Горбунок» по П. Ершову — Центральный театр кукол им. С. В. Образцова
- «Маугли» Н. Гернет по мотивам «Книги джунглей» Р. Киплинга — Центральный театр кукол им. С. В. Образцова
- «Снеговик» — Центральный театр кукол им. С. В. Образцова
- «Все другие и собака/Гулял по улице щенок» по стихам В. Левина и Р. Мухи — Центральный театр кукол им. С. В. Образцова.

### Художник по костюмам

##### «Школа современной пьесы»
- 2004 — «Вечерний звон. Ужин у товарища Сталина» И. Друцэ

#### Государственный академический театр имени Моссовета
- 2006 — «Предбанник» И. Вацетиса, режиссёр — Сергей Юрский